# 太阳鹦鹉
太陽鸚鵡（學名：Aratinga solstitialis；英文：Sun Conure, Sun Parakeet）又稱金太陽錐尾鸚鵡、太陽鸚哥，是一種中型大小的鸚鵡，原產於南美洲的東北部。成年雄性和雌性的外貌相似，採單配偶制。身體主要為鮮艷的金黃色、紅色、橘色及深藍色羽毛。以相對小的體型卻有大聲且尖銳叫聲聞名，社交性高，可作為寵物飼養。

## 形態描述

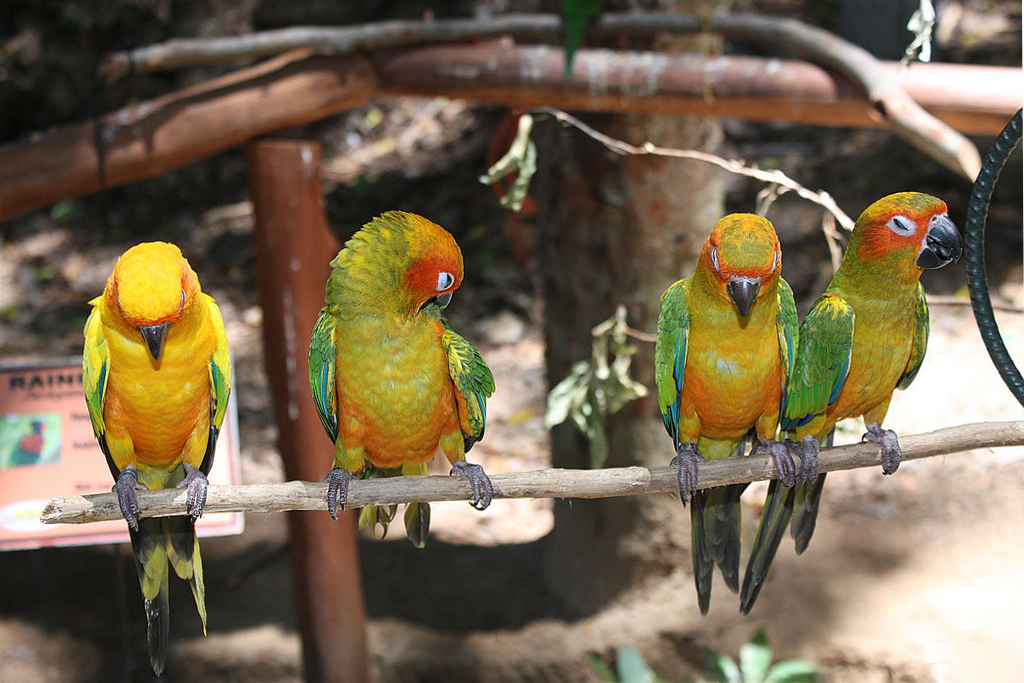
左側的成年及右側三隻未成年的太陽鸚鵡

太陽鸚鵡平均約110公克，30公分長，野生平均壽命未知，但在圈養狀況下可活15至30年。兩性之間差別不大，雌性個體可能相對體重較輕或體型較小，頭尾也可能較小。成鳥由頭冠開始，背、胸、大小覆羽末端皆為亮黃色，環繞耳部的臉頰及腹部主要為橘紅色，覆羽及三級飛羽由基部綠色過渡至黃色，次級及初級飛羽尖端多為深藍色，而飛羽裡側多為灰黑色，尾部的羽毛則由綠色過渡至深藍色。喙部為灰色至黑色，眼周裸露的皮膚則為灰白色，眼睛則為深棕色。此種鸚鵡易與綠翅金鸚哥及黃胸鸚哥混淆，但前者覆羽及翅膀全為綠色，而後者的覆羽則有著綠色斑點且下腹橘色部分較少。
幼年太陽鸚鵡明顯不同之處為翅膀覆羽主要為綠色，類似於同階段的黃胸鸚哥。經過18個月至兩年的時間進入成年後，背、腹及頭部則逐步換羽而呈現較亮的黃色、橘色和紅色羽毛。

## 分類
太陽鸚鵡為卡爾·林奈於1758年於《自然系統》第十版描述的眾多物種之一，此時太陽鸚鵡被劃入鸚鵡屬底下，但隨後被劃入包含了許多新世界鸚鵡的錐尾鸚鵡屬。種小名solstitialis源自拉丁語，意思是“夏至”，衍伸為“陽光明媚”，指的是其金黃色的羽毛。太陽鸚鵡有兩種常見名稱：世界鸚鵡基金會使用太陽錐尾鸚鵡作為名稱；而美國鳥類學家聯盟及其官方鳥類名錄、野外指南和觀鳥者則使用太陽長尾鸚鵡。
太陽鸚鵡與其他同屬鸚鵡有著相對複雜的分類史，過去曾因顏色及體型的相似性而有爭論是劃入某種鸚鵡的亞種或者成為同屬的獨立成員，現多認為至少有數種為獨立的物種。

## 分布
太陽鸚鵡自然分布於南美洲東部，主要在亞馬遜河以北，包含巴西、蓋亞那的東北部，以及法屬圭亞那南部、蘇利南等地。受到人類活動的影響，也有少數個體在美國佛羅里達被發現。
牠們主要生長在蓋亞那盾地山麓的潮濕森林、稀樹草原或谷地邊緣，海拔低於1200米的地方。可在季節性洪水氾濫的果樹中和樹林邊緣可觀察到，在森林之間穿行。由於多數僅自然棲息於幾乎未開發的地區，對放牧等人類活動很敏感，且也因為容易與黃胸鸚哥混淆等因素，而尚未在野外得到廣泛的研究。

## 習性

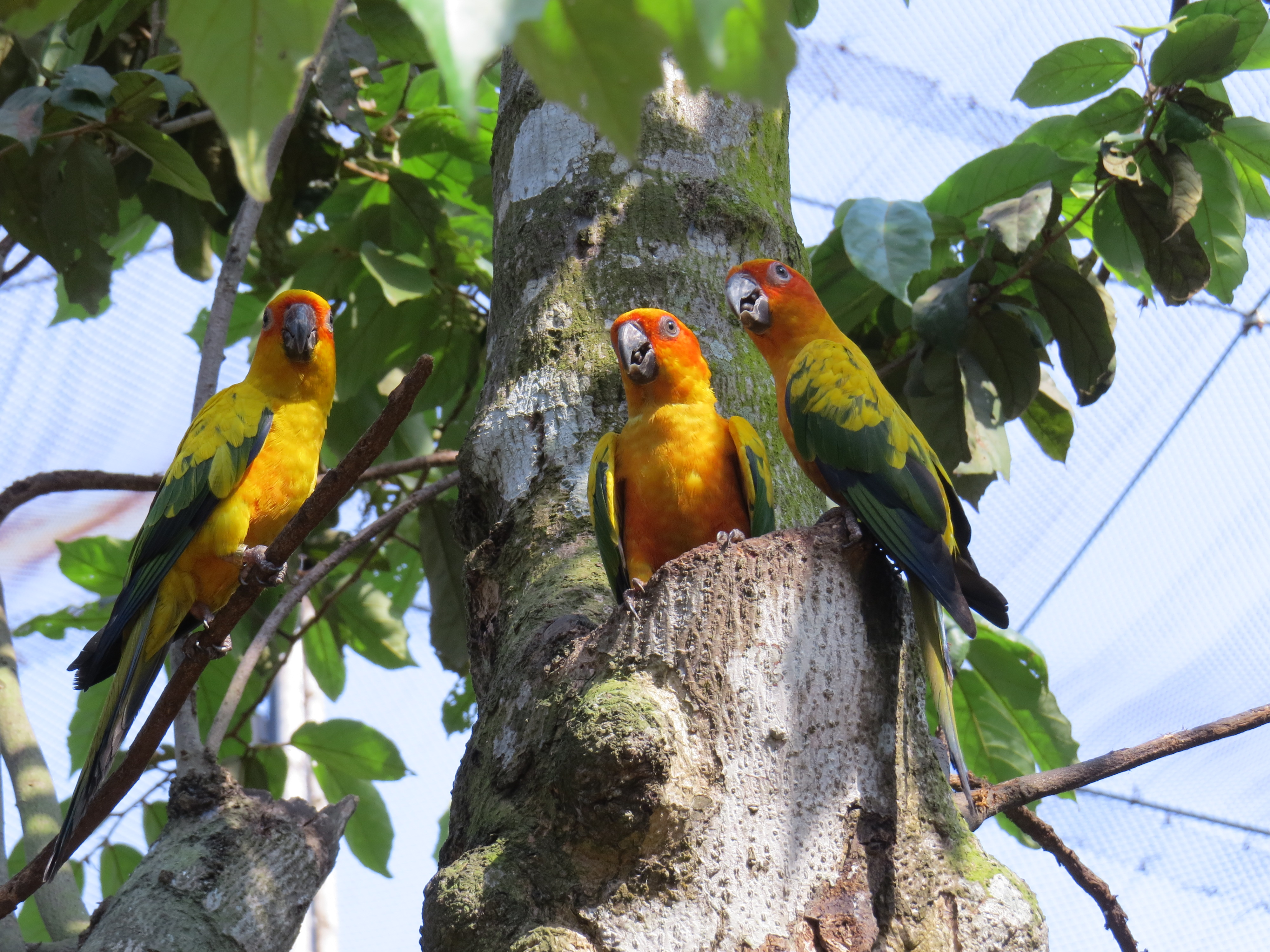
一小群太陽鸚鵡

### 行為
如同其他錐尾鸚鵡屬成員一樣，太陽鸚鵡具有相當高的社交性，通常以3至15隻的個體出現，在食物豐富的地方有機會出現30隻個體的群體。會視食物情況決定牠們的遷移模式，或幾乎不遷移。牠們很少單獨脫離群體，但當個體與群體意外分開時，會發出尖銳的叫聲，讓個體與群體能夠交流並回到群體身邊。
與同屬相似物種不同，配偶間的關係優先於群體關係。在圈養環境中，配對則不太一定限定於雄鳥及雌鳥之間，若以單隻飼養，則會跟一個人建立起緊密的關係。
牠們有可以日飛數英里的能力，飛行時叫聲響亮，音調很高，會快速重複約三到六次，叫聲可逾120分貝並遠達數百公尺。像其他鸚鵡物種一樣，棲息時也會發出尖銳的呼吸聲和相對安靜的咯咯聲。幼年太陽鸚鵡只有在飢餓時才會發出響亮、重複的叫聲，用來誘使父母餵食牠們，而成鳥在進食時通常非常安靜。牠們的破壞性很強，尤其在繁殖期內喜歡啃咬東西，也喜歡沐浴。

### 食性

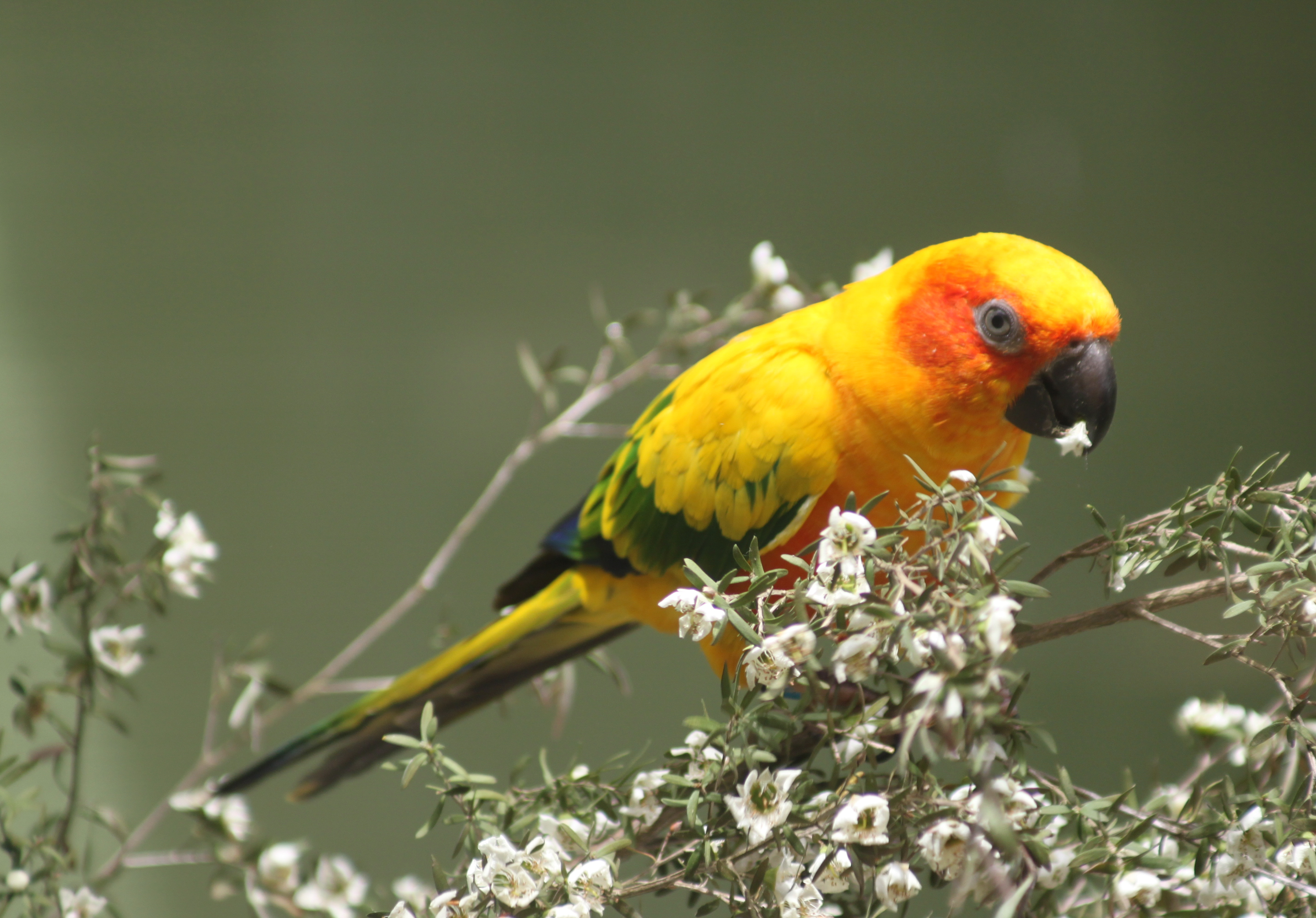
正在進食中的太陽鸚鵡，攝於紐西蘭漢密爾頓動物園

野生太陽鸚鵡食性廣泛，包括種子、水果、仙人掌、豆類的果實或花卉等，並傾向去不去吃以前沒吃過的食物，除非有其他鸚鵡吃過。一大群太陽鸚鵡個體甚至可以破壞人類聚居點附近的農作物。
人工飼養的環境下，種子、穀物、水果、蔬菜、蛋類或者是前述的煮熟、脫水或打成漿糊狀之食物都可以是選擇之一，包含但不限於菠菜、大白菜、水芹、胡蘿蔔、豌豆、蘋果、香蕉、柑橘類、葡萄柚、草莓、覆盆子等。但牠們可能因此會變得挑食而營養不良，對健康以及繁殖有不良的影響，同時也絕不能包含巧克力、咖啡因、酒精等食品。
在不同時期中，飲食內容也會有需求變化：繁殖期間會攝取更多的蛋白質，在長途飛行和餵養幼崽時需要更多的碳水化合物，而產蛋和骨骼生長需要攝入更多的鈣。

### 繁殖
太陽鸚鵡為一夫一妻制，幼年錐尾鸚鵡會在適當的條件下於4或5個月齡時嘗試配對，在1至2歲左右達到性成熟，但通常需要年齡相近才能夠成功使卵受精，交配時間可持續長達三分鐘，每隔2到3天產一顆，一窩平均為3到5顆卵。卵近似圓形，長約26.7至29.5公釐、寬約22.0至23.5公釐之間，重約8.74公克。
雌性負責整個23到27天的卵期，並且只在進食時離開巢穴。雄性會積極保護巢穴免受潛在捕食者的侵害。雛鳥在孵化後7到8周長出羽毛，9到10週後獨立。在野外時最容易在二月於樹洞中發現牠們的巢。成鳥在約9至10歲後便不再具有生產能力。
在人工飼養的情況下，牠們幾乎全年都可以繁殖，但漸強的光照和更高的溫度通常會刺激牠們在春季繁殖，若是在冬季則需要保暖。

## 保護狀況

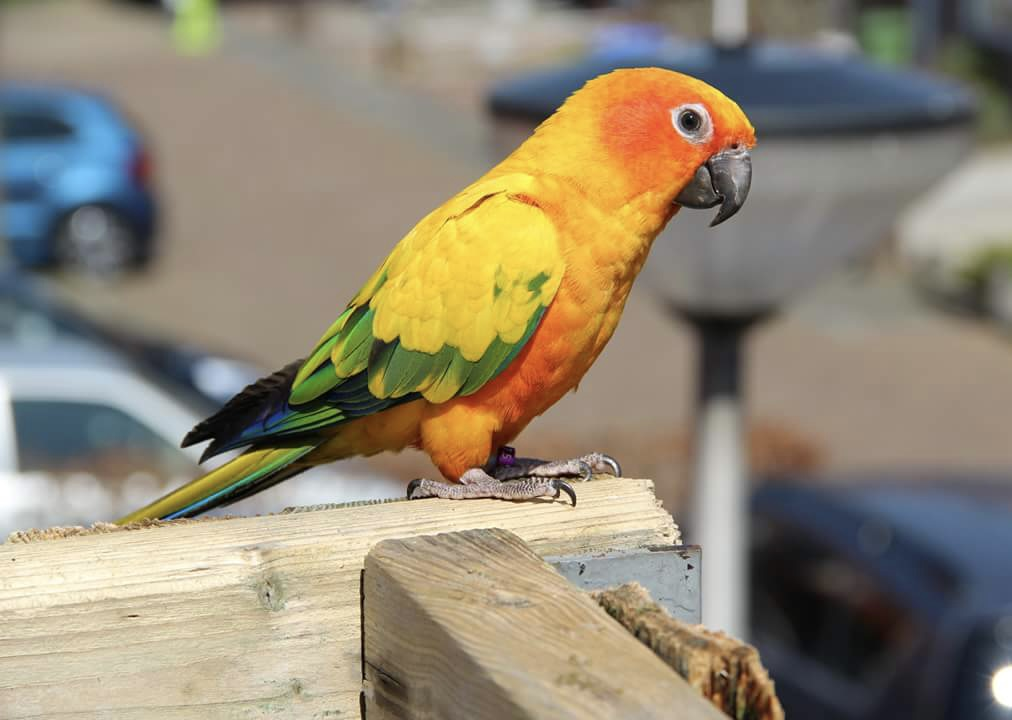
一隻太陽鸚鵡

過去，太陽鸚鵡被認為是數量安全的，但由於棲息地被砍伐、過度的野外捕捉以及火災的威脅等原因導致數量急遽下降。1970年代至1980年代期間被從蓋亞那大量出口，導致物種在當地幾近滅絕。
在蓋亞那南部和巴西羅賴馬州的調查顯示，太陽鸚鵡可能已從前者中的環境滅絕，而在後者中則變得少見——估計僅剩1000-2499隻野生個體。牠在法屬圭亞那非常罕見，但可能在該國南部繁殖。進而導致牠們在2008年IUCN紅色名錄中被提升為瀕危物種。
蓋亞那自1980年代起限制每年只能有600隻被出口，且捕獵該種鸚鵡在蓋亞那及巴西為非法，但盜獵者越過兩國的邊界後再行販賣的行為仍然猖獗。在1981年至1985年間，美國進口了2200多隻鳥。2005年至2016年期間，新加坡為國內貿易進口了2萬多隻。
1992年，美國頒布《野生鳥類保護法》禁止將鸚鵡進口後，牠們更常被以圈養繁殖後再行販賣。而歐盟於2007年禁止進口野生鳥類。
《瀕臨絕種野生動植物國際貿易公約》目前將太陽鸚鵡同大部分鸚形目劃入附錄二的範圍內，即需要管制交易情況以避免影響到其存續，在中國屬二級保護動物，在台灣屬二級保育類動物。

## 與人類的關係

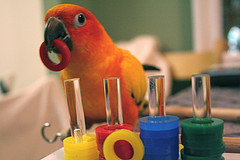
正在玩樂的太陽鸚鵡

與其他鸚鵡來說相對較小的體型相比，太陽鸚鵡以其非常響亮的尖叫聲而著稱，據記錄其音量可達120分貝以上。牠能夠模仿人類說話，但較為含糊不清，並需要玩具和天然樹枝來磨嘴。由於其鮮豔顏色和好奇天性，為相當歡迎的寵物鳥。牠們需要主人的大量關注，喜歡聽音樂、洗澡、攀爬以及整理羽毛。人工飼養的太陽鸚鵡對熟悉的人可能會相當友好，但也對陌生人可能有攻擊性。太陽鸚鵡能夠學習許多技巧，甚至可以在現場對觀眾表演。許多飼主可能會選擇剪去飛羽，但由於其高度社交性及忠誠性，就算待在戶外也通常會選擇與主人待在一起，若採取適當的預防措施及訓練，是並不需要去剪羽的，為相對適合戶外放飛的寵物鳥。但須注意牠們很容易出現尖叫、咬合和咀嚼等行為問題。
在養鳥業中，太陽鸚鵡有一種紅色羽毛的突變，此突變起源於2000年代初期的夏威夷，導致其正常的黃色羽毛被深橙紅色取代，其強度有所不同。目前對突變的遺傳狀況仍不清楚，一些表現出極紅顏色的鸚鵡無法正常成長，出現代謝功能障礙及大腦問題並在孵化後數個月內死亡。

## 延伸閱讀
- Hilty, S. . New Jersey: Princeton University Press. 2003. ISBN 0-691-02131-7 （英语）.
- Juniper, T., & Parr, M. . East Sussex: Pica Press. 1998. ISBN 1-873403-40-2 （英语）.
- Josep del Hoyo; Andrew Elliott、Jordi Sargatal、José. Cabot. . Barcelona: Lynx Edicions. 1997: 431. ISBN 84-87334-22-9 （英语）.
- Restall, R., Rodner, C., & Lentino, M. . London: Helm. 2006. ISBN 0-7136-7242-0 （英语）.
- Teitler, R. . England: T.F.H. Publications, Inc. Ltd. 1981. ISBN 0-8766-6842-2 （英语）.
- . South American Classification Committee. （原始内容存档于2010-06-28） （英语）.

## 外部連結
- The Spruce Pets Sun Conure: Bird Species Profile （页面存档备份，存于） （英語）
- Mascotarios: Sun Parakeet （页面存档备份，存于） （英語）